# (17371) 1981 DT
A (17371) 1981 DT a Naprendszer kisbolygóövében található aszteroida. Schelte J. Bus fedezte fel 1981. február 28-án.